# بنجامين باربر
بنجامين باربر (بالإنجليزية: Benjamin Barber) (مواليد 2 أغسطس 1939 - 24 أبريل 2017) هو عالم سياسة ومؤلف أميركي. اشتهر بعد تأليفه كتاب الجهاد في مواجهة عالم ماك. عمل في جامعات روتجرز، ماريلاند وجامعة مدينة نيويورك.

## روابط خارجية
- بنجامين باربر على موقع IMDb (الإنجليزية)
- بنجامين باربر على موقع إن إن دي بي (الإنجليزية)